# Аризема ребристая
Аризе́ма ребри́стая (лат. Arisaema costatum) — многолетнее травянистое клубневое растение, вид рода Аризема (Arisaema) семейства Ароидные (Araceae).

## Ботаническое описание
Раздельнополые клубневые многолетние травянистые растения.
Клубень снаружи коричневый, внутри белый, сжато-шаровидный, 3—5 см в диаметре.

### Листья
Катафиллов три, около 50 см длиной и 25 см шириной, чешуевидные.
Лист один. Черешок зелёный, часто слегка пурпуровый, цилиндрический, 30—50 см длиной, примерно на ¼—1⁄3 вложенный во влагалища, формирующих ложный стебель, около 1 см в диаметре. Листовая пластинка состоит из трёх листочков; листочки снизу бледно-зелёные, сверху зелёные, на короких черешочках или сидячие; боковые листочки от эллиптических до продолговатых, 16—30 см длиной, 9—16 см шириной, в основании закруглённые и ухообразные, с внутренней стороны у основания узкоклиновидные, на вершине заострённые. Боковые жилки очень многочисленные и почти параллельные, отчётливо приподняты снизу, утопленные сверху.

### Соцветия и цветки
Цветоножка появляется из ложного стебля, короче черешков, 25—45 см длиной. Покрывало тёмно-пурпуровое с белыми продольными линиями; трубка цилиндрическая, 4—8 см длиной, немного ребристая внутри, края устья немного загнутые; пластинка изогнутая, узкоовально-продолговатая, 3—4 см длиной, на вершине заострённая, с нитевидным хвостовидным образованием.
Початок однополый. Женская зона 2,4—3,5 см длиной; завязь зелёная; столбик короткий; рыльце белое, дискообразное. Придаток свешивается из покрывала, тёмно-пурпуровый, очень длинный, шнуровидный, 20—50 см длиной, в основании раздутый, усечённый, дискообразный, на ножке 3—5 мм длиной, гладкий. Мужская зона 2—3,7 см длиной; синандрии из 3—5 тычинок; нити связника различимы; теки вскрывающиеся разрезом формы подковы.
Цветёт в июле.

## Распространение
Встречается от Центрального и Южного Непала до Южного Тибета.
Растёт на лесных полянах, на высоте 2300—2400 м над уровнем моря.